# Paesi meno sviluppati
     Paesi sottosviluppati
     Declassati dall'elenco

Paesi sottosviluppati
Declassati dall'elenco

Paesi meno sviluppati o paesi sottosviluppati è un termine convenzionale per la classificazione dei paesi in base al loro livello di sviluppo economico, mutuato dall'inglese Least Developed Country (LDC) e che i francesi chiamano pays les moins avancés (PMA).

## Tipologia
Secondo la definizione utilizzata dalle Nazioni Unite, che hanno codificato il termine nel 1971, sono quelli che mostrano gli indicatori socioeconomici più bassi, specialmente nell'Indice di sviluppo umano (HDI) e soddisfano i seguenti tre criteri:
- Povertà – criterio modificabile basato sul reddito nazionale lordo (RNL) pro capite calcolato sulla media di tre anni. A partire dal 2018, un paese deve avere un RNL pro capite inferiore a 1 025 dollari per essere incluso nell'elenco e oltre 1 230 dollari per uscirne.
- Debolezza delle risorse umane – sulla base degli indicatori di alimentazione, salute, istruzione e alfabetizzazione degli adulti.
- Vulnerabilità economica – basata dall'instabilità della produzione agricola, sull'instabilità delle esportazioni di beni e servizi, sull'importanza economica delle attività non tradizionali, sulla concentrazione delle esportazioni di merci, sullo svantaggio delle ridotte dimensioni economiche e sulla percentuale di popolazione sfollata a causa di disastri naturali.

Nel novembre 2021, 46 paesi erano ancora classificati come Paesi meno sviluppati, mentre sei sono stati declassati tra il 1994 e il 2020.
L'Organizzazione mondiale del commercio (WTO) riconosce l'elenco delle Nazioni Unite e afferma: «Le misure adottate nel quadro del WTO possono aiutare i paesi meno sviluppati ad aumentare le loro esportazioni verso altri membri del WTO e attrarre investimenti. In molti paesi in via di sviluppo le riforme a favore del mercato hanno incoraggiato una crescita più rapida, la diversificazione delle esportazioni e una partecipazione più efficace al sistema commerciale multilaterale».

## Panoramica
I criteri per classificare i Paesi meno sviluppati vengono rivisti ogni tre anni dal Comitato delle politiche di sviluppo (CDP) del Consiglio economico e sociale delle Nazioni Unite (ECOSOC). I paesi possono essere rimossi dall'elenco dei Paesi meno sviluppati quando gli indicatori superano i criteri in due revisioni triennali consecutive.
L'Ufficio dell'Alto rappresentante delle Nazioni Unite per i paesi meno sviluppati, i paesi in via di sviluppo senza sbocco sul mare e i piccoli stati insulari in via di sviluppo (UN-OHRLLS) coordina il sostegno delle Nazioni Unite e fornisce servizi di patrocinio ai Paesi meno sviluppati.
Alla Quarta conferenza delle Nazioni Unite sui Paesi meno sviluppati, tenutasi nel maggio 2011, i delegati hanno approvato un obiettivo mirato alla promozione di almeno la metà degli attuali paesi meno sviluppati entro i prossimi dieci anni. A partire dal 2018, dieci o più paesi dovrebbero essere declassati nel 2024, con Bangladesh e Gibuti che soddisfacevano già tutti i criteri nel 2018.
C'è un paese che rientra nei criteri e in precedenza due paesi soddisfacevano i criteri per la qualifica di Paesi meno sviluppati, ma hanno rifiutato di essere inclusi nella lista, mettendo in dubbio la validità o l'accuratezza dei dati del Comitato CDP: Ghana (non soddisfa più i criteri dal 1994), Papua Nuova Guinea (non soddisfa più i criteri dal 2009) e Zimbabwe.

## Uso e abbreviazioni
Paesi sviluppati
     Paesi in via di sviluppo
     Paesi meno sviluppati
     dati non disponibili

Mappa del mondo che mostra i paesi meno sviluppati (in colore bronzo), secondo il Fondo monetario internazionale.
Paesi sviluppati
Paesi in via di sviluppo
Paesi meno sviluppati
dati non disponibili

I paesi meno sviluppati si distinguono nella terminologia utilizzata nelle Nazioni Unite e negli studi geografici ed economici dai paesi in via di sviluppo e dai paesi sviluppati. Altri termini, come paesi emergenti, vengono utilizzati con significato diverso. I termini paesi sottosviluppati e terzo mondo, ampiamente utilizzati nella seconda metà del XX secolo, sono spesso considerati dagli esperti come obsoleti, irrilevanti o scarsamente adatti alla realtà della situazione internazionale all'inizio del XXI secolo. Al contrario, il termine paesi poveri continua ad essere ampiamente utilizzato, così come il termine povertà. Sebbene in alcune circostanze il termine quarto mondo sia stato utilizzato per i paesi meno sviluppati, questo termine è stato coniato ed è solitamente riservato agli strati sociali più poveri all'interno dei paesi più ricchi.
Una denominazione che ha qualche utilità è quella di "paesi economicamente meno sviluppati" (less economically developed country in inglese, con l'acronimo LEDC). Evita la confusione con altre espressioni inglesi di contenuto simile ma con sottili differenze: "paesi meno sviluppati" (LDC) e paesi in via di sviluppo senza sbocco sul mare (LLDC). Il primo di questi termini si differenzia solo dall'uso delle parole less o least ("meno" e "minore"), mentre la seconda si riferisce a chi non ha accesso al mare, circostanza che contribuisce alla difficoltà del loro sviluppo (ma non così decisiva come per Svizzera o Austria).
Un'ulteriore espressione che viene utilizzata per esprimere un concetto analogo è la divisione Nord-Sud.

## Situazioni diverse nei paesi meno sviluppati
La maggior parte dei Paesi meno sviluppati, soprattutto quelli dell'Africa subsahariana, che sono la maggioranza, sono caratterizzati da una grande diffusione dell'AIDS e di altre malattie, oltre che da malnutrizione e in alcuni casi anche da carestia e crisi umanitarie. Soffrono condizioni di estrema povertà, sono immersi in conflitti come guerre civili o scontri etnici, mantengono stati falliti o soffrono di una vasta corruzione politica (che arriva persino alla cleptocrazia) e mancano di stabilità sociale. La loro forma di governo, sebbene nominalmente democratica, di solito corrisponde a diverse forme di autoritarismo o dittatura; e arriva persino alla divisione del territorio tra i signori della guerra.
Tuttavia, queste caratteristiche non compaiono in un gruppo specifico, i paesi dell'Oceania: Kiribati, Samoa, Tuvalu e Vanuatu sono nazioni politicamente stabili, democratiche e non hanno problemi etnici o guerre civili. I loro problemi di salute o di cibo non sono così gravi. La loro classificazione tra i più poveri è dovuta alla piccola scala delle loro economie, alla loro dipendenza dalle monoculture e alla sopravvivenza dell'economia di sussistenza (che allo stesso tempo garantisce mezzi di sussistenza che tengono la popolazione fuori dalla povertà estrema). Solo le Isole Salomone sono colpite da instabilità politica e tensioni etniche. Nel 2006 le Nazioni Unite raccomandarono di rivedere la classificazione di Samoa, che sarebbe considerata un paese in via di sviluppo, ma il governo samoano protestò, chiedendo una revisione della raccomandazione. Dal 2014 Samoa non è più nella lista ONU dei Paesi meno sviluppati.

## Conferenze delle Nazioni Unite
Il 19 dicembre 1979 l'Assemblea Generale delle Nazioni Unite, esprimendo profonda preoccupazione per la gravità della situazione economica e sociale dei Paesi meno sviluppati, decise di convocare una Conferenza al fine di finalizzare, adottare e sostenere il programma d'azione per gli anni '80 per i paesi meno sviluppati.
La prima conferenza si è tenuta a Parigi il 1º-14 settembre 1981, nella quale è stato approvato il Programma d'azione per gli anni '80 con l'obiettivo di trasformare le economie dei paesi meno sviluppati e consentire loro di fornire standard minimi di nutrizione, salute, alloggio e istruzione, nonché opportunità di lavoro ai propri cittadini, in particolare ai poveri delle zone rurali e urbane.
La Seconda conferenza (LDC II) si è tenuta a Parigi il 3-14 settembre 1990, alla quale hanno partecipato i rappresentanti di 150 governi. Sulla base dell'esperienza degli anni '80, la Conferenza ha adottato il Programma d'azione per gli anni '90, con il quale sono state indicate le aree prioritarie:  politica macroeconomica, sviluppo delle risorse umane, invertire la tendenza al degrado ambientale, rafforzare l'azione per affrontare i disastri, sviluppo rurale,  produzione alimentare, sviluppo di un settore produttivo diversificato. Inoltre, la comunità internazionale si è impegnata ad un'azione urgente ed efficace, basata sul principio della responsabilità condivisa e del partenariato rafforzato, al fine di invertire il deterioramento della situazione socio-economica nei paesi meno sviluppati e rivitalizzare la loro crescita e il loro sviluppo.
La Terza conferenza (LDC III) si è tenuta a Bruxelles il 14-20 maggio 2001 e ha approvato il Programma d'azione per il decennio 2001-2010 per migliorare le condizioni di vita nei paesi meno sviluppati, ha fornito un quadro per il partenariato tra i paesi meno sviluppati e i paesi sviluppati per accelerare la crescita economica sostenuta e lo sviluppo sostenibile, porre fine all'emarginazione sradicando la povertà, le disuguaglianze e le privazioni, consentendo loro di integrarsi in modo vantaggioso nell'economia globale. Altre priorità includono lo sviluppo di risorse umane e istituzionali, la rimozione dei vincoli sul lato dell'offerta, il miglioramento della capacità produttiva, l'accelerazione della crescita e l'espansione della partecipazione dei paesi meno sviluppati al commercio mondiale, ai flussi globali, finanziari e di investimento.

Il 24 dicembre 2001 l'Assemblea Generale delle Nazioni Unite ha istituito l'Ufficio dell'Alto rappresentante delle Nazioni Unite per i paesi meno sviluppati, i paesi in via di sviluppo senza sbocco sul mare e i piccoli stati insulari in via di sviluppo con il compito di garantire l'attuazione e il monitoraggio del programma d'azione di Bruxelles.
La Quarta conferenza (LDC IV) si è tenuta a Istanbul il 9-13 maggio 2011 e ha approvato il Programma d'azione per il decennio 2011-2020, le cui aree prioritarie di intervento sono: capacità produttiva (infrastrutture, energia, scienza, tecnologia e innovazione, sviluppo del settore privato), agricoltura, sicurezza alimentare e sviluppo rurale, commercio, merci, sviluppo umano e sociale (istruzione e formazione, popolazione e salute primaria, sviluppo giovanile, alloggio, acqua e servizi igienico-sanitari, parità di genere ed emancipazione delle donne, protezione sociale), crisi multiple e altre sfide emergenti (impatti economici, cambiamento climatico e sostenibilità ambientale, riduzione del rischio di disastri), mobilitare risorse finanziarie per lo sviluppo e il rafforzamento delle capacità (mobilitazione di risorse interne, assistenza ufficiale allo sviluppo, debito estero, investimenti esteri diretti, rimesse), buon governo a tutti i livelli.
La Quinta conferenza delle Nazioni Unite sui Paesi meno sviluppati (LDC V), nella prima parte tenuta a Doha il 17 marzo 2022, ha approvato il Programma d'azione per il decennio 2021-2030, che si concentra in sei aree principali:
1. investire nelle persone nei paesi meno sviluppati: sradicare la povertà e sviluppare la capacità di non lasciare indietro nessuno;
2. sfruttare il potere della scienza, della tecnologia e dell'innovazione per combattere le vulnerabilità multidimensionali e raggiungere gli Obiettivi di sviluppo sostenibile;
3. sostenere la trasformazione strutturale come motore di prosperità;
4. rafforzare il commercio internazionale dei paesi meno sviluppati e l'integrazione regionale;
5. affrontare il cambiamento climatico, il degrado ambientale, riprendersi dalla pandemia di COVID-19 e costruire la resilienza contro gli impatti futuri per uno sviluppo sostenibile consapevole del rischio;
6. mobilitare la solidarietà internazionale, rinvigorire partenariati globali e strumenti innovativi: un cammino verso una graduazione sostenibile.

La seconda parte si è tenuta a Doha il 5-9 marzo 2023 (The Doha Programme of Action and the Sustainable Development Goals).

## Commercio internazionale
La regolamentazione del commercio internazionale ha sviluppato condizioni particolarmente vantaggiose per i Paesi meno sviluppati, attraverso i negoziati del Doha Round e altri regolamenti dell'Organizzazione mondiale del commercio (WTO). Durante la Conferenza ministeriale di Hong Kong del 2005 (MC6) è stato concordato che le loro esportazioni potessero beneficiare di quote di libero accesso ed esenti al 100% da dazi sui mercati degli Stati Uniti e di altri paesi sviluppati, se il ciclo dei colloqui sarà completato. Tuttavia, l'analisi dell'accordo svolta da alcune ONG di aiuto allo sviluppo ha indicato che il testo conteneva carenze sostanziali e che poteva essere interpretato in modo tale che tale accesso fosse in realtà molto meno efficace anche rispetto a oggi.
L'Unione europea attua proprie politiche di aiuto, in particolare quelle incluse nella Politica agricola comune (PAC) e nell'iniziativa Tutto tranne le armi (EBA).
Chiedu Osakwe, nel 2001 direttore della Divisione cooperazione tecnica presso il Segretariato dell'Organizzazione mondiale del commercio (Technical Cooperation Division at the Secretariat of the WTO) e nel 1999 consigliere del direttore generale per gli affari dei paesi in via di sviluppo è stato nominato coordinatore speciale del WTO per i Paesi meno sviluppati (WTO Special Coordinator for the Least Developed Countries); ha lavorato a stretto contatto con le altre cinque agenzie che insieme al WTO costituiscono il Quadro d'azione integrato per i paesi meno sviluppati (Integrated Framework of action for the Least Developed Countries). Il suo ruolo è preparare rapporti sull'accesso al mercato, sul trattamento speciale e differenziato per questi paesi, sulla loro partecipazione al sistema commerciale multilaterale e su altre questioni di sviluppo, in particolare sul modo in cui le politiche di concorrenza influenzano questi paesi.
Al 28º vertice del G8 del 2002, il primo ministro canadese Jean Chrétien propose e portò avanti l'Iniziativa per l'accesso al mercato, in modo che gli allora 48 Paesi meno sviluppati potessero trarre profitto dal "commercio senza aiuti".
Inoltre, l'Obiettivo di sviluppo sostenibile 14 delle Nazioni Unite sostiene un efficace trattamento speciale e differenziato dei paesi meno sviluppati come parte integrante dei negoziati del WTO sui sussidi alla pesca.

## Elenco dei paesi
Il 24 novembre 2021 l'ONU ha stilato l'elenco dei 46 Stati riconosciuti "Paesi meno sviluppati", 33 appartengono all'Africa, 9 all'Asia, 1 all'America latina e Caraibi, 3 all'Oceania.
Alcuni dei "Paesi meno sviluppati" sono anche classificati "Stati senza sbocco al mare" e Piccoli stati insulari in via di sviluppo.

### Africa
- Angola
- Benin
- Burkina Faso[26]
- Burundi[26]
- Rep. Centrafricana[26]
- Ciad[26]
- Comore[27]
- RD del Congo
- Eritrea
- Etiopia[26]
- Gambia
- Gibuti
- Guinea
- Guinea-Bissau[27]
- Lesotho[26]
- Liberia
- Madagascar
- Malawi[26]
- Mali[26]
- Mauritania
- Mozambico
- Niger[26]
- Ruanda[26]
- São Tomé e Príncipe[27]
- Senegal
- Sierra Leone
- Somalia
- Sudan
- Sudan del Sud[26]
- Tanzania
- Togo
- Uganda[26]
- Zambia[26]

### Asia
- Afghanistan[26]
- Bangladesh
- Bhutan[26]
- Birmania
- Cambogia
- Laos[26]
- Nepal[26]
- Timor Est[27]
- Yemen

### Oceania
- Kiribati[27]
- Isole Salomone[27]
- Tuvalu[27]

### America latina e Caraibi
- Haiti[27]

### Paesi esclusi dall'elenco
I tre criteri (reddito nazionale lordo pro capite, risorse umane e vulnerabilità economica) sono valutati dal Comitato per la politica di sviluppo (CDP) ogni tre anni. I paesi devono soddisfare due dei tre criteri in due revisioni triennali consecutive per essere presi in considerazione per il declassamento. Il Comitato per la politica di sviluppo invia le sue raccomandazioni per l'approvazione al Consiglio economico e sociale delle Nazioni Unite (ECOSOC).
Da quando è stata istituita la categoria "Paesi meno sviluppati" sette paesi sono stati riclassificati "Paesi in via di sviluppo":
- Sikkim (dal 1975 quando è entrato a far parte dell'India)[29]
- Botswana[26] (dal 19 dicembre 1994)[30]
- Capo Verde[27] (dal dicembre 2007)[31]
- Maldive[27] (dal 1º gennaio 2011)[32]
- Samoa[27] (dal 1º gennaio 2014)[33]
- Guinea Equatoriale (dal 4 giugno 2017)[34]
- Vanuatu[27] (dal 4 dicembre 2020)[35]

### Paesi che saranno riclassificati
- La riclassificazione del Bhutan è prevista per il 2023.[36]
- Per l'Angola la riclassificazione è prevista nel 2024. Inizialmente doveva essere per il 2021 ma il Governo angolano ha ottenuto il rinvio di tre anni in considerazione della prolungata recessione economica e delle vulnerabilità socioeconomiche causate dalla crisi globale innescata dalla pandemia di Covid-19.[37]
- São Tomé e Príncipe e le Isole Salomone saranno riclassificati nel 2024.[38][39]
- Il Nepal sarà riclassificato nel 2026.[40] Nel 2021 il CDP aveva valutato la nuova classificazione ma il Governo nepalese aveva preferito aspettare cinque anni anziché i consueti tre.[41]
- Il Bangladesh sarà riclassificato nel 2026. Nel 2021 il CDP aveva valutato la nuova classificazione ma il Governo bengalese aveva preferito aspettare cinque anni anziché i consueti tre, a causa dell'impatto del Covid-19 sulla sua economia.[42]
- Il Laos sarà riclassificato nel 2026. Nel 2021 il CDP aveva valutato la nuova classificazione ma il Governo laotiano aveva preferito aspettare cinque anni anziché i consueti tre, a causa dell'impatto del Covid-19 sulla sua economia.[43]
- La Cambogia verrà riclassificata nel 2027, se nel 2024 saranno confermati i parametri già riscontrati nel 2021.[44]